# تازه‌آروارگان
تازه‌آروارگان(نام علمی: Caenagnathidae) نام یک تیره از فروراسته خاگ‌دزدخزندگان است.